# أندرو وولف
أندرو وولف (بالإنجليزية: Andrew Wolff)‏ هو لاعب اتحاد الرغبي بريطاني، ولد في 13 يوليو 1985 في شوريهام في المملكة المتحدة.